# Masahiko Kageyama

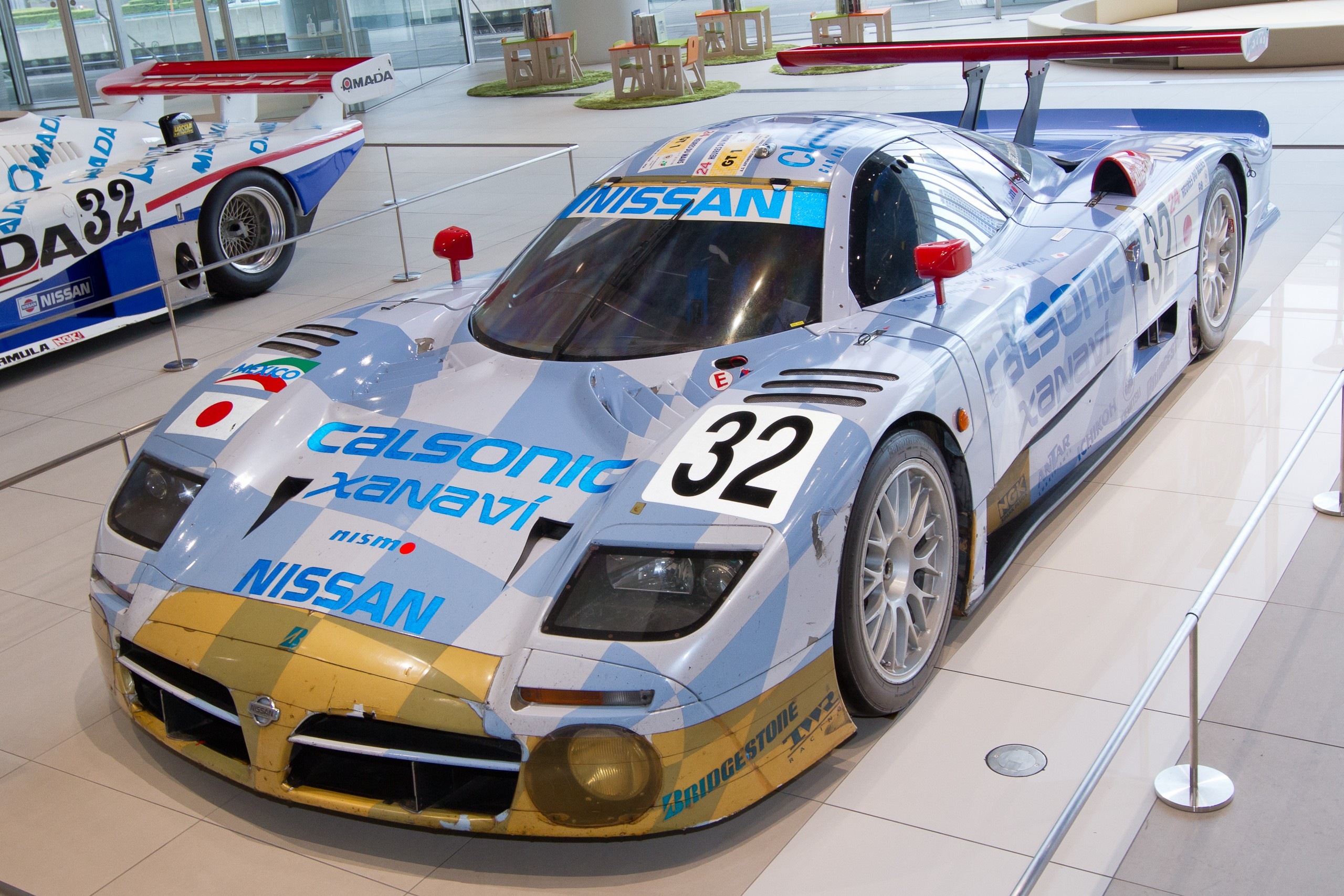
Der Nissan R390 GT1 mit dem Masahiko Kageyama das 24-Stunden-Rennen von Le Mans 1998 bestritt

Masahiko Kageyama (jap. 影山 正彦, Kageyama Masahiko; * 8. August 1963 in Fujisawa) ist ein ehemaliger japanischer Autorennfahrer.

## Karriere
Kageyama begann seine Karriere Mitte der 1980er-Jahre und war bis 2002 im Motorsport aktiv. Der Japaner bestritt 1987 seine erste Saison in der japanischen Formel-3-Meisterschaft und beendete diese als Neunter der Gesamtwertung. Während seiner ganzen Zeit im Rennsport fuhr er immer Monoposto- und Sportwagenrennen parallel. 1988 fuhr er einen Porsche 962C von Leyton House Racing beim 1000-km-Rennen von Fuji gemeinsam mit Naoki Nagasaka und Kaoru Hoshino an die achte Stelle der Gesamtwertung. Das Rennen zählte in diesem Jahr zu Sportwagen-Weltmeisterschaft. Nach seinem Gesamtsieg in der japanischen Formel-3-Meisterschaft 1989, mit fünf Rennsiegen auf einem Ralt RT33, wechselte er 1990 in die japanischen Formel-3000-Meisterschaft. 
Als die Monoposto-Karriere zusehends ins Stocken geriet, verlegte Kageyama seine Aktivitäten immer mehr in den GT- und Sportwagensport. 1993 sicherte er sich den Gesamtsieg in GT500-Klasse der japanischen GT-Meisterschaft. Ein Erfolg, den er 1994 und 1995 mit Gesamtsiegen in der Class 1 dieser Meisterschaft wiederholen und übertrumpfen konnte. 
Kageyama bestritt bis 2002 regelmäßig Rennen in der GT-Serie seines Heimatland. Sein größter Erfolg im Monoposto-Sport war vierte Gesamtrang in der Formel Nippon 1998. Seine einzigen Rennauftritte in Europa hatte er beim 24-Stunden-Rennen von Le Mans, wo er 1998 als Gesamtdritter aufs Podium fuhr. 
Er ist der Bruder des Rennfahrers Masami Kageyama.

## Statistik

### Le-Mans-Ergebnisse
| Jahr | Team                 | Fahrzeug               | Teamkollege       | Teamkollege   | Platzierung | Ausfallgrund    |
| ---- | -------------------- | ---------------------- | ----------------- | ------------- | ----------- | --------------- |
| 1995 | NISMO                | Nissan Skyline GT-R LM | Kazuyoshi Hoshino | Toshio Suzuki | Ausfall     | Getriebeschaden |
| 1996 | Nismo                | Nissan Skyline GT-R LM | Masahiko Kondō    | Aguri Suzuki  | Rang 18     |                 |
| 1997 | Nissan Motorsport    | Nissan R390 GT1        | Kazuyoshi Hoshino | Érik Comas    | Rang 12     |                 |
| 1998 | Nissan Motorsport    | Nissan R390 GT1        | Kazuyoshi Hoshino | Aguri Suzuki  | Rang 3      |                 |
| 2000 | TV Ashai Team Dragon | Panoz LMP-1 Roadster S | Masami Kageyama   | Toshio Suzuki | Rang 6      |                 |